# M. Kampanath
M. Kampanath (ur. 1 maja 1957) – laotański bokser wagi lekkopółśredniej, olimpijczyk.
Na turnieju przedolimpijskim w Moskwie w 1979 roku odpadł w 1/16 finału, przegrywając z Argentyńczykiem Hugo Hernándezem. Wystąpił także na Letnich Igrzyskach Olimpijskich 1980. W 1/16 finału zmierzył się z Syryjczykiem Farezem Halabim, z którym przegrał niejednoznacznie na punkty 2-3 (w małych punktach 292-293).